# William Petit Trowbridge

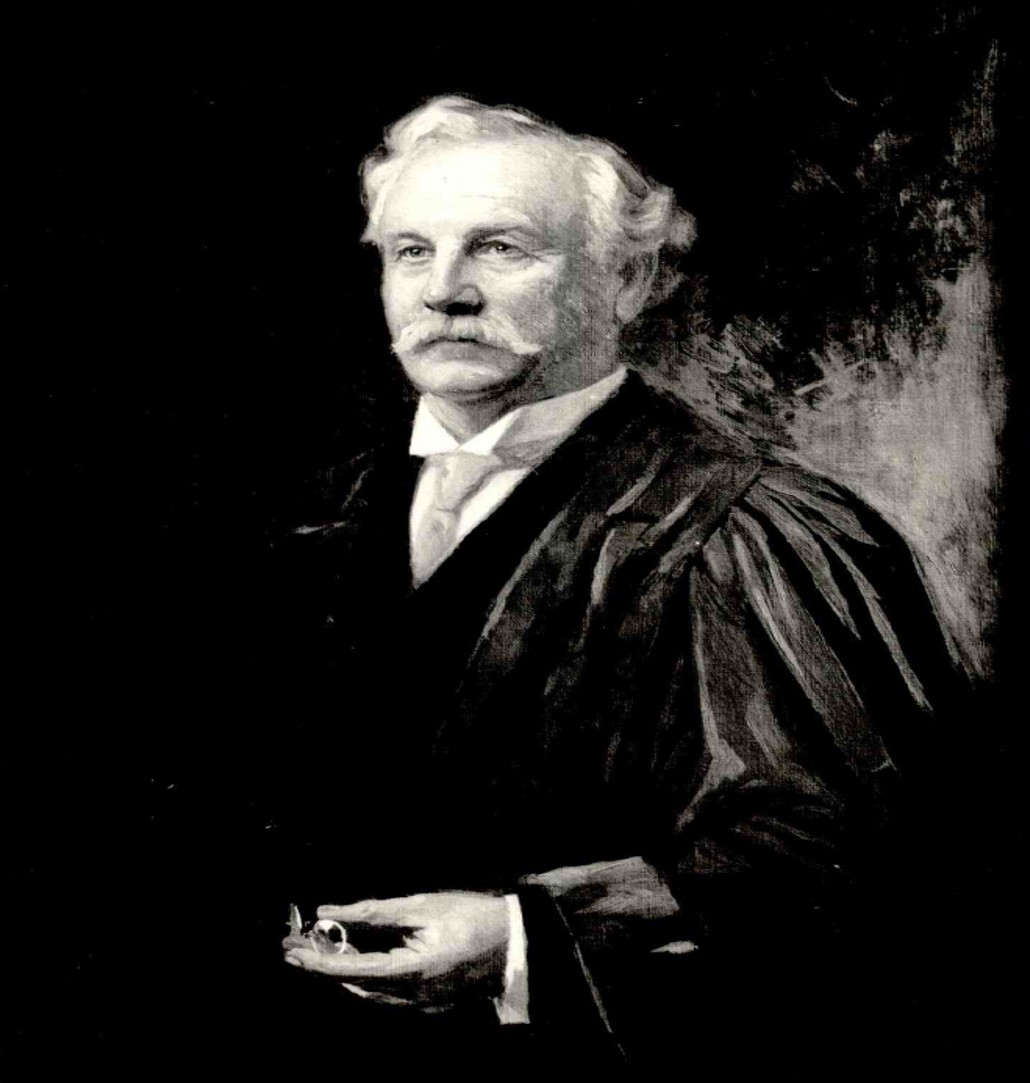
William P. Trowbridge

William Petit Trowbridge (* 25. Mai 1828 in Troy, New York; † 12. August 1892 in New Haven, Connecticut) war ein US-amerikanischer Militär, Ingenieur und Geophysiker.

## Leben
Trowbridge wurde im Alter von 16 Jahren in die United States Military Academy (West Point) aufgenommen, wo er noch als Kadett Vorlesungen in Chemie hielt und 1848 als jahrgangsbester Ingenieur abschloss. Er wurde dann dem Corps of Topographical Engineers zugewiesen, einer Militäreinheit, die für Aufgaben wie Kartographie und Bau von Leuchttürmen oder Küstenbefestigungen zuständig war. Nach kurzer Zeit ging er aber als wissenschaftlicher Assistent der astronomischen Abteilung zurück nach West Point.
1851 wurde er Alexander Dallas Bache und dessen United States Coast Survey (heute National Geodetic Survey) zugeteilt, für das er an der Vermessung der Küste von Maine und der Flüsse James River und Appomattox River in Virginia beteiligt war. Ab 1853 führte er von Kalifornien aus Untersuchungen zu Geomagnetismus und Gezeiten an der gesamten Westküste der Vereinigten Staaten durch. Seine Freizeit nutzte er, um mehrere tausend Präparate zur Naturgeschichte der Westküste zu sammeln, die er der University of Michigan überließ.
Ende 1856 verließ Trowbridge den Militärdienst, um zunächst an der University of Michigan eine Professur für Mathematik anzunehmen, wechselte aber nach einem Jahr auf einen zivilen Posten der Coast Survey in Washington, D.C. Bei Ausbruch des Sezessionskriegs verließen viele Mitarbeiter, die mit den Südstaaten sympathisierten, die Behörde und nahmen alle Karten zu den Häfen des Südens mit. Trowbridge wurde beauftragt, aus den ursprünglichen Vermessungsdaten neue Karten zu erstellen. General Joseph Gilbert Totten wählte ihn für den Posten des Chefingenieurs in New York City aus, wo er für den Aufbau einer Festung in Willets Point (später Fort Totten) und die Reparatur und den Umbau von Fort Schuyler und der Festungsanlagen auf Governors Island zuständig war. Außerdem gehörte der Nachschub der Ingenieurkorps zu seinen Aufgaben sowie der Bau provisorischer Anlagen für die Armee, wie Pontonbrücken oder Belagerungs- und Befestigungsbauten.
Nach dem Ende des Krieges wurde Trowbridge Präsident der Novelty Iron Works, dem damals größten Maschinenbauunternehmen New Yorks, das unter anderem auf Schiffsmotoren spezialisiert war. Als das Unternehmen 1869 im Zusammenhang mit einer Schiffsbaukrise geschlossen wurde, nahm Trowbridge eine Professur für Maschinenbau (dynamical engineering) der Sheffield Scientific School (Yale University) an. Er engagierte sich im Aufsichtsrat der Hafenverwaltung von New Haven, Connecticut, und war auf Berufung durch Gouverneur Charles Roberts Ingersoll von 1873 bis 1876 Connecticut Adjutant General, höchster Offizier der Armee im Bundesstaat Connecticut. 1877 nahm Trowbridge eine Professur für Bauingenieurwesen an der Columbia University an, die er bis zu seinem Tode innehatte. Er machte sich um die Entwicklung der Auslegerbrücke verdient.
1872 wurde Trowbridge in die American Philosophical Society und in die National Academy of Sciences gewählt, 1874 in die American Academy of Arts and Sciences. Er war Vizepräsident der New York Academy of Sciences und der American Association for the Advancement of Science. 1879 (oder 1880) erhielt er ein Ehrendoktorat der Princeton University, 1880 (oder 1883) des Trinity College, 1887 der University of Michigan.
Trowbridge war seit 1857 mit Theresa Parkman verheiratet. Das Paar hatte acht Kinder, von denen zwei im Kleinkindalter starben.
Nach ihm sind die Trowbridge-Spitzmaus, der Pazifische Seehecht (Merluccius productus = Homalopomus trowbridgii) eine Art der Brandungsbarsche (Micrometrus minimus = Helconotus trowbridgii) und der Signalkrebs (Pacifastacus leniusculus = Astacus Trowbridgii) benannt.

## Schriften
- Proposed Plan for building a Bridge across the East River at Blackwell’s Island, 1869
- Heat as a Source of Power, 1874
- Turbine Wheels, 1879
- Steam Generator
- Stationary Steam Engines